# 김명현 (1953년)
김명현(金明炫, 1953년 7월 22일 ~ , 전북특별자치도 전주시)은 대한민국의 공무원이다.

## 학력
- 1971년 : 전주고등학교 졸업
- 1977년 : 숭실대학교 무역학 학사
- 1999년 : 미국 노팅엄대학교 대학원 보건학 석사
- 인제대학교 대학원 보건학 박사

## 경력
- 1978 : 제22회 행정고시 합격
- 1996 ~ 1997 : 보건복지부 연금보험국 연금제도과장
- 1999 ~ 2000 : 보건복지부 보건정책국 보건산업정책과장
- 2000 ~ 2001 : 보건복지부 총무과장
- 2001 ~ 2002 : 국립보건원 보건복지연수부장
- 2002 ~ 2004 : 보건복지부 부이사관
- 2004 ~ 2005 : 보건복지부 감사관
- 2005.02 ~ 2005.09 : 보건복지부 보건정책국장
- 2005.09 ~ 2007.06 : 식품의약품안전청 차장
- 2007.06 ~ 2008.03 : 식품의약품안전청장
- 2009.09 ~ 2010.03 : 강릉영동대학 총장
- 2011.05 ~ : 한국바이오의약품협회 회장

## 수상
- 1993년 : 근정포장

| 전임 변철식 | 제6대 식품의약품안전청 차장 2005년 9월 6일 ~ 2007년 6월 21일 | 후임 문병우 |

| 전임 문창진 | 제8대 식품의약품안전청장 2007년 6월 21일 ~ 2008년 3월 7일 | 후임 윤여표 |